# Tambaan (Camplong)
Tambaan is een bestuurslaag in het regentschap Sampang van de provincie Oost-Java, Indonesië. Tambaan telt 4483 inwoners (volkstelling 2010).